# جوليان لوكليرك
جوليان لوكليرك (بالفرنسية: Julien Leclercq)‏ هو مخرج فرنسي من مواليد 7 أغسطس 1979.

## وصلات خارجية
جوليان لوكليرك على موقع IMDb (الإنجليزية)
- جوليان لوكليرك على موقع ألو سيني (الفرنسية)
- جوليان لوكليرك على موقع أول موفي (الإنجليزية)
- جوليان لوكليرك على موقع قاعدة بيانات الأفلام السويدية (السويدية)
- جوليان لوكليرك على موقع قاعدة بيانات الفيلم (الإنجليزية)
- جوليان لوكليرك على موقع كينوبويسك (الروسية)